# هانك غارلاند
هانك غارلاند (بالإنجليزية: Hank Garland)‏ هو عازف جاز وعازف قيثارة أمريكي، ولد في 11 نوفمبر 1930 في كوبينس في الولايات المتحدة، وتوفي في 27 ديسمبر 2004 في أورنج بارك في الولايات المتحدة بسبب مكورة عنقودية ذهبية.

## وصلات خارجية
- هانك غارلاند على موقع IMDb (الإنجليزية)
- هانك غارلاند على موقع ميوزك برينز (الإنجليزية)
- هانك غارلاند على موقع إن إن دي بي (الإنجليزية)
- هانك غارلاند على موقع أول ميوزيك (الإنجليزية)
- هانك غارلاند على موقع ديسكوغز (الإنجليزية)